# Eingeschränktes direktes Produkt
In der Mathematik ist das eingeschränkte direkte Produkt eine topologische Konstruktion aus der Theorie der lokalkompakten Gruppen. 
Sie definiert einen topologischen Raum, der mit Hilfe des kartesischen Produkts aus einer gegebenen Familie topologischer Räume gebildet wird. Ist die Familie endlich, ist das eingeschränkte direkte Produkt das kartesische Produkt ausgestattet mit der Produkttopologie. Bei unendlichen Produkten erhält man aber im Allgemeinen eine andere Topologie als die Produkttopologie.
Anders als die Produkttopologie liefert das eingeschränkte direkte Produkt lokalkompakter Räume stets einen lokalkompakten Raum.

## Definition
Sei {\displaystyle (X_{i})_{i\in I}} eine Familie topologischer Räume und {\displaystyle Y_{i}\subseteq X_{i}} 
sei für fast alle {\displaystyle i\in I} eine offene kompakte Teilmenge. Das eingeschränkte direkte Produkt der {\displaystyle X_{i}} bezüglich der {\displaystyle Y_{i}} ist die Menge
{\displaystyle \prod (X_{i},Y_{i}):=\left\{(x_{i})_{i\in I}\in \prod _{i\in I}X_{i}\mid {\text{für fast alle }}i\in I{\text{ gilt }}x_{i}\in Y_{i}\right\}.}
Das eingeschränkte direkte Produkt besitzt folgende Topologie: 
Ein offenes Rechteck in {\displaystyle \prod (X_{i},Y_{i})} ist eine Teilmenge der Form
{\displaystyle R=\prod _{i\in I}U_{i},}
wobei {\displaystyle U_{i}\subseteq X_{i}} offen ist und für fast alle {\displaystyle i\in I} die Gleichheit {\displaystyle U_{i}=Y_{i}} gilt. Der Schnitt endlich vieler offener Rechtecke ist ein offenes Rechteck. Eine Teilmenge {\displaystyle U\subseteq \prod (X_{i},Y_{i})} heißt offen, falls sie sich als Vereinigung offener Rechtecke schreiben lässt, die offenen Rechtecke bilden also eine Basis der Topologie auf {\displaystyle \prod (X_{i},Y_{i})}. 

### Notationen
Geläufige Notationen für das eingeschränkte direkte Produkt sind
{\displaystyle \prod (X_{i},Y_{i}),\qquad \prod _{i\in I}(X_{i},Y_{i}),\qquad {\widehat {\prod _{i\in I}}}^{Y_{i}}X_{i},\quad {\text{und }}\quad {\widehat {\prod _{i\in I}}}X_{i}.}

### Für endliche Teilmengen
Definiere weiterhin für eine endliche Teilmenge {\displaystyle S} von {\displaystyle I}
{\displaystyle X_{S}=\prod _{i\in S}X_{i}\times \prod _{i\notin S}Y_{i}.}
Dann ist {\displaystyle X_{S}} eine offene Teilmenge von {\displaystyle \prod (X_{i},Y_{i})} und die Teilraumtopologie von {\displaystyle \prod (X_{i},Y_{i})} auf {\displaystyle X_{S}} ist gleich der Produkttopologie auf {\displaystyle X_{S}}.
Bemerkung:  Es gilt 
{\displaystyle \prod (X_{i},Y_{i})=\bigcup \limits _{S\subset I{\text{ endlich}}}X_{S}}.

## Eigenschaften
- Die von der Produkttopologie induzierte Topologie ist gröber. Das heißt, jede Teilmenge des eingeschränkten direkten Produkts, die bezüglich der von der Produkttopologie induzierte Topologie offen ist, ist offen.
- Sind alle {\displaystyle X_{i}} lokalkompakt und die {\displaystyle Y_{i}} kompakt, so ist auch {\displaystyle \prod (X_{i},Y_{i})} lokalkompakt. Das direkte Produkt hingegen ist genau dann lokalkompakt, wenn zusätzlich fast alle {\displaystyle X_{i}} kompakt sind.
- Die restringierte Produkttopologie hängt von der Gesamtheit der {\displaystyle X_{i}} ab, aber nicht von den einzelnen {\displaystyle X_{i}}, d. h. sei {\displaystyle X_{i}'\subset X_{i}} offen für alle {\displaystyle i} und es gelte {\displaystyle X_{i}'=X_{i}} für fast alle {\displaystyle i}. Dann sind die beiden eingeschränkten direkte Produkte und ihre entsprechenden Topologien kanonisch isomorph.
- Das eingeschränkte direkte Produkt kann folgendermaßen zerlegt werden. Sei {\displaystyle I=I_{1}{\overset {.}{\cup }}I_{2}} eine disjunkte Zerlegung der Indexmenge {\displaystyle I}. Dann gilt:

{\displaystyle {\widehat {\prod _{i\in I_{1}}}}^{Y_{i}}X_{i}\times {\widehat {\prod _{i\in I_{2}}}}^{Y_{i}}X_{i}={\widehat {\prod _{i\in I}}}^{Y_{i}}X_{i}}
wobei die beiden Mengen und die beiden Topologien übereinstimmen (links haben wir die Produkttopologie bei den beiden Faktoren). Der Beweis dieser Aussage ist nicht schwer: Beachte, dass auf beiden Seiten die gleiche Menge definiert wird und die gleichen offenen Mengen erzeugen die jeweilige Topologie, also sind die beiden topologischen Räume gleich.
- Falls die {\displaystyle X_{i}} sogar lokalkompakte Gruppen sind, dann können wir darauf entsprechende Maße {\displaystyle \mu _{i}} fixieren. Wir können diese Maße so normieren, dass {\displaystyle \mu _{i}(Y_{i})=1} ist. Dann definiere das Produktmaß {\displaystyle \mu }, indem es auf restringierten offen Rechtecken festgelegt wird. Da diese die Topologie erzeugen, genügt es {\displaystyle \mu } darauf zu definieren. Definiere also

{\displaystyle \mu \left(\prod \limits _{i\in E}U_{i}\times \prod \limits _{i\in I\setminus E}Y_{i}\right):=\prod \limits _{i\in E}\mu _{i}(U_{i})\cdot \prod \limits _{i\in I\setminus E}\mu _{i}(Y_{i})=\prod \limits _{i\in E}\mu _{i}(U_{i}).}
Dies ist ein endliches Produkt, da {\displaystyle \mu _{i}(Y_{i})=1} ist und {\displaystyle E} endlich ist.

## Beispiele
- Ist {\displaystyle Y_{i}=X_{i}} für fast alle {\displaystyle i}, so erhält man die Produkttopologie.
- Der Ring der Adele {\displaystyle \mathbb {A} } ist das eingeschränkte direkte Produkt der {\displaystyle \mathbb {Q} _{p}} bezüglich der {\displaystyle \mathbb {Z} _{p}} (für {\displaystyle p=\infty } nehmen wir einfach keine offene Teilmenge von {\displaystyle \mathbb {Q} _{p}=\mathbb {R} }, es reicht nach Definition ja, wenn für fast alle p eine solche gegeben ist).
- Die Gruppe der Idele {\displaystyle \mathbb {A} ^{\times }} ist das eingeschränkte direkte Produkt der {\displaystyle \mathbb {Q} _{p}^{\times }} bezüglich der {\displaystyle \mathbb {Z} _{p}^{\times }}. Man beachte, dass die Topologie auf {\displaystyle \mathbb {A} ^{\times }} nicht mit der von {\displaystyle \mathbb {A} } induzierten Teilraumtopologie übereinstimmt.